# ابراهیم خلیل عالمی
ابراهیم خلیل عالمی (زاده ۱۲۸۸ تهران – درگذشته ۱۳۶۵ تهران) استاد دانشکده حقوق و وزیر کار در دولت دوم دکتر مصدق بود.
عالمی در رشته اقتصاد از دانشگاه پاریس دکترای اقتصاد دریافت کرد و در دانشکده حقوق و علوم سیاسی دانشگاه تهران به تدریس اشتغال داشت. او در دوره نخست دولت محمد مصدق، عضو هیئت مدیره و قائم‌مقام مدیرعامل شرکت سهامی بیمه ایران بود که در ۲۸ دی ۱۳۳۰ به عنوان وزیر کار معرفی شد. سپس در دولت دوم دکتر مصدق نیز از ۴ مرداد ۱۳۳۱ تا زمان کودتای ۲۸ مرداد ۱۳۳۲ در این مقام باقی ماند. او پس از کودتا دستگیر شد و طی نامه ای که چندین بار در رادیو قرائت شد، طلب عفو و بخشش کرد. ولی پس از مدتی بخشوده شده و به تدریس در دانشگاه برگشت.
دکتر خلیل عالمی در سال ۱۳۶۵ در تهران درگذشت.